# Paso de la luz
Paso de la luz es una ceremonia que realizan en México y Colombia las personas recién graduadas en enfermería. Consiste en la recepción de una lámpara o vela dada por otra enfermera, acto hecho en referencia a Florence Nightingale, conocida como «la dama de la lámpara».

## Descripción
El paso de la luz es parte de la ceremonia de graduación de las y los estudiantes de enfermería. Consiste en la recepción de una lámpara o vela por parte de alguna autoridad educativa o enfermero o enfermera veterana. El paso de la luz es acompañado por la lectura del Juramento Nightingale, y en ocasiones, por la imposición de la cofia, símbolo de la enfermería. El acto conmemora a Florence Nightingale, conocida como «la dama de la lámpara», dada su costumbre de hacer rondas nocturnas en los campamentos de heridos de guerra de la Guerra de Crimea con una lámpara..
Según la Universidad Nacional Autónoma de México (UNAM) el paso de la luz simboliza «el conocimiento, los valores, los principios, las bases filosóficas que deben guiar y conducir su transitar profesional, además de representar un compromiso de hermandad como gremio para ejercer la profesión con sólidas bases éticas, científicas y humanísticas».

## Historia
La ceremonia fue instaurada en 1953, en el centenario del nacimiento de Florence Nightingale, a propuesta de las profesoras de enfermería de la Escuela Nacional de Enfermería y Obstetricia de la UNAM, Sara Alicia Ponce de León, Esperanza Martínez y Ercilia Islas. Se realizó por primera vez en el Anfiteatro Simón Bolívar.
En los Estados Unidos y Canadá existe la pinning ceremony, una ceremonia relacionada con la graduación con la imposición de pines a enfermeros y enfermeras graduadas. Algunas de estas ceremonias también incluyen el paso de una luz simbolizada por una lámpara.